# Pranýř ve Velkém Vřešťově
Pranýř ve Velkém Vřešťově se nalézá na náměstí před kostelem Všech Svatých v městečku Velký Vřešťov v okrese Trutnov.  Pranýř je vyobrazen na znaku i praporu městečka.

## Historie
Raně novověký pranýř pochází zřejmě z 18. století, na jeho bocích je vytesána datace k roku 1761. Pranýř se v současnosti nenachází na původním místě.

## Popis
Pranýř má tvar čtyřbokého jehlancovitého sloupu s profilovaným soklem postaveného na čtvercovém kamenném podstavci. Sloup je zakončen profilovanou hlavicí, která byla zakončena v současnosti ulomeným kamenným křížkem. Na soklu pilíře se nalézají geometrická pole s nečitenými nápisy. Ve výši krku je na pilíři otvor po okovu, po jehož stranách jsou umístěna želená oka.

## Galerie

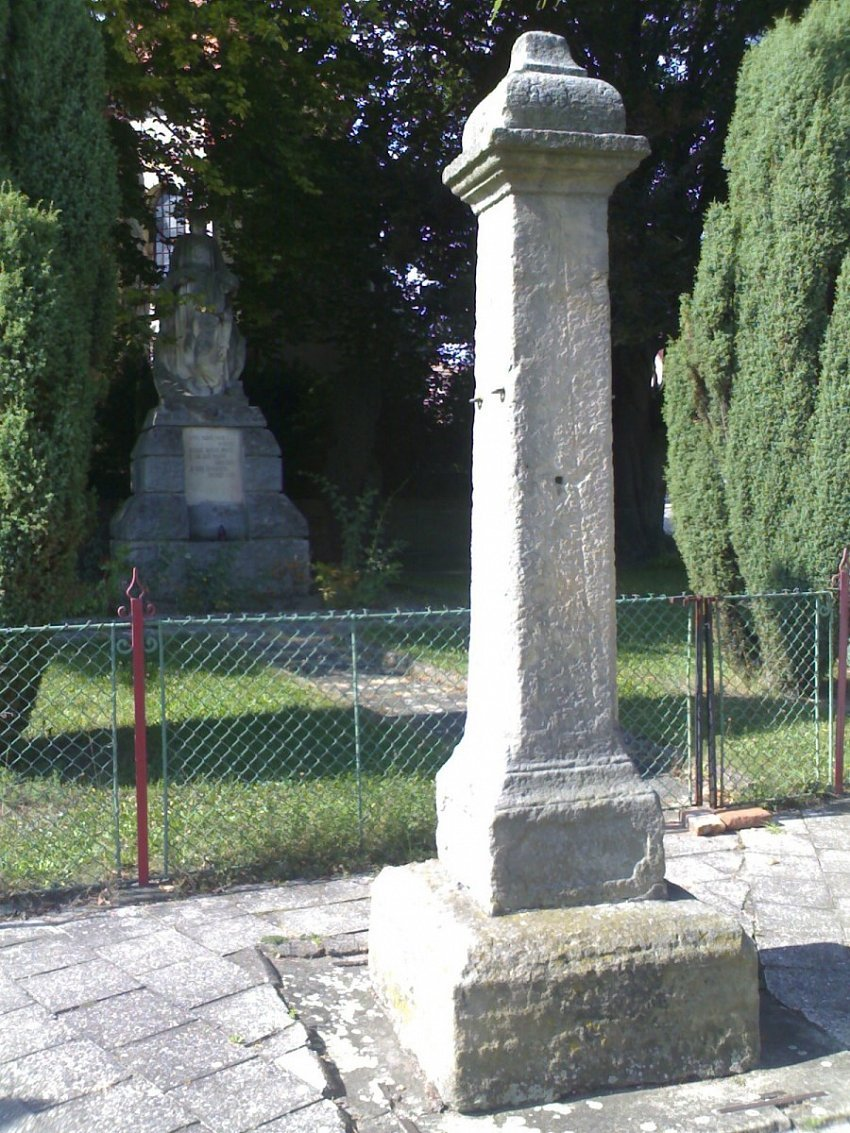
Pranýř ve Velkém Vřešťově